# QGIS
QGIS (ehemals Quantum-GIS) ist eine freie Geoinformationssystemsoftware zum Betrachten, Bearbeiten, Erfassen, Analysieren und Darstellen räumlicher Daten.

## Applikation
QGIS ist nach GNU General Public License lizenziert. Wesentliche Merkmale der Applikation sind die breite Unterstützung gängiger Vektordaten und Rasterdaten wie Shapefile oder GeoTIFF, aber auch räumlicher Datenbanken wie PostGIS und SpatiaLite, ausgereifte Digitalisier-Werkzeuge zum Erfassen von Vektordaten sowie eine Druckzusammenstellung zum einfachen Erstellen von Kartenausdrucken.
Die QGIS-Architektur baut stark auf Erweiterungen auf, nennenswert sind die fTools-Werkzeuge für allgemeine vektorbasierte Aufgaben oder die GRASS-Erweiterung für anspruchsvolle räumliche Analysen. Eine GPS-Erweiterung erlaubt es, GPX-Dateien zu lesen oder direkt auf ein GPS-Gerät zuzugreifen. Andere Erweiterungen erlauben das Einbinden von WMS- und WFS-Diensten.
Wesentliche Teile der grafischen Benutzeroberfläche sind in über 40 verschiedene Sprachen übersetzt.

## Entwicklung
Gary Sherman begann im Jahr 2002 mit der Entwicklung von Quantum GIS, welches im Jahr 2007 zu einem Inkubatorprojekt der Open Source Geospatial Foundation wurde. Die Version 1.0 wurde im Januar 2009 veröffentlicht.
Im Jahr 2013 wurde einhergehend mit dem Update auf die Version 2.0 der Name des Programms von „Quantum GIS“ zu „QGIS“ geändert um Missverständnisse zu vermeiden, da zu diesem Zeitpunkt beide Namen gleichzeitig verwendet wurden.
QGIS wurde hauptsächlich in C++ geschrieben und verwendet häufig die Qt-Bibliothek. Neben Qt beinhalten die vorausgesetzten Abhängigkeiten von QGIS GEOS und SQLite. GDAL, GRASS GIS, PostGIS, und PostgreSQL werden auch empfohlen, da sie den Zugang zu weiteren Datenformaten ermöglichen.
QGIS kann auch als Grafische Benutzeroberfläche für GRASS verwendet werden. QGIS hinterlässt, verglichen mit kommerziellen GISen, nur einen kleinen Installations-Footprint im Dateisystem des Hosts und benötigt generell weniger Arbeitsspeicher und Rechenleistung. Daher kann QGIS auch mit begrenzter Leistung des Prozessors verwendet werden, etwa auf älterer Hardware oder mit gleichzeitig laufenden anderen Anwendungen.
QGIS wird von freiwilligen Entwicklern mit regelmäßigen Updates und Patches aufrechterhalten. QGIS ist von Entwicklern in 41 Sprachen übersetzt worden und wird international im akademischen und professionellen Kontext angewandt. QGIS wird von mehreren Unternehmen kommerziell unterstützt.
QGIS hat mit Stand März 2023 über 500.000 tägliche und über 10 Millionen monatliche Programmstarts.

## Programmierschnittstelle
Die Grundlage von QGIS und seinen Erweiterungen bildet die plattformunabhängige Qt-Bibliothek, die das Entwickeln von Applikationen mit grafischen Benutzeroberflächen im Stil des Wirtsbetriebssystems ermöglicht (QWindowsVistaStyle, QWindowsXPStyle, QMacStyle).
QGIS bietet eine Programmierschnittstelle, die das Verwenden von vorhandenen QGIS-Funktionalitäten in eigenen Programmen oder das Schreiben von Erweiterungen für QGIS erlaubt. Erweiterungen können sowohl in C++ als auch in Python (PyQt) entwickelt werden. Die Programmierschnittstelle unterteilt sich in vier Module:
- QGis.Core für grundlegende Funktionalitäten wie Datenzugriff, Geometrien oder Projektionen
- QGis.Gui für Elemente der Benutzeroberfläche
- QGis.Analysis mit Klassen zur Analyse von Vektor- und Rasterdaten
- MapComposer mit Klassen der Druckzusammenstellung

Hierdurch ergeben sich zahlreiche Ergänzungen des Hauptprogramms. So ermöglicht die Anwendung AskGIS beispielsweise im Proof of Concept die Verknüpfung QGIS' mit dem Sprachmodell GPT-3, was die Selektion und Abmessung von Objekten per Texteingabe ermöglicht.

## Systemanforderungen

### Hardware
Aufgrund des relativ geringen Speicherbedarfs und des damit einhergehenden geringen Anspruchs an die Hardware eignet sich QGIS auch für den Einsatz auf älterer Hardware bzw. kann parallel zu anderen Anwendungen laufen.

### Betriebssystem
QGIS ist auf mehreren Betriebssystemen, wie etwa Mac OS X, Linux, Unix, und Microsoft Windows verfügbar. Als Mobile App ist es für Android in einer Vorabversion verfügbar.

#### MacOS / OS X
Aufgrund der schnellen Entwicklung der Software wurden QGIS-Abhängigkeiten von verschiedenen Libraries sehr oft aktualisiert und dadurch hat sich die Kompatibilität mit den Versionen des Betriebssystems macOS (bzw. OS X) mit der Zeit verändert. Folgende Tabelle stellt die offiziell unterstützten Versionen dar und ist nur zur Kenntnisnahme angegeben. QGIS-Versionen können auch manchmal auf älteren oder neueren macOS-Versionen laufen als die hier genannten, jedoch oft mit Fehlern.
| QGIS Versionen | älteste Mac-Version                  | neuste Mac-Version                   |
| -------------- | ------------------------------------ | ------------------------------------ |
| 0.8.0 – 0.9.0  | OS X 10.4                            | OS X 10.6                            |
| 0.9.1 – 1.3    | OS X 10.4                            | OS X 10.5                            |
| 1.4 – 1.7.0    | OS X 10.5                            | OS X 10.6                            |
| 1.7.1 – 1.8    | OS X 10.6                            | OS X 10.9                            |
| 2.0            | OS X 10.6                            | OS X 10.7                            |
| 2.2 – 2.10     | OS X 10.7                            | OS X 10.10                           |
| 2.12 – 2.18    | OS X 10.8                            | macOS 10.12                          |
| 3.0 – 3.2      | OS X 10.10                           | macOS 10.14                          |
| 3.4 – 3.8      | OS X 10.11                           | macOS 10.14                          |
| 3.10 – 3.14    | macOS 10.12                          | macOS 10.15                          |
| 3.16           | Kompatibel mit macOS 10.12 und höher | Kompatibel mit macOS 10.12 und höher |
| 3.18 und höher | Kompatibel mit macOS 10.13 und höher | Kompatibel mit macOS 10.13 und höher |

## Versionsgeschichte
| 0.0.1-alpha |                    | Juli 2002        | Import und Anzeigen von PostGIS Daten                                                                 | | | | |
| 0.0.3-alpha |                    | 10. Aug. 2002    | Support für Shapefiles und andere Vektorformate                                                       | | | | |
| 0.0.4-alpha |                    | 15. Aug. 2002    | Verbesserungen im Bereich der Layer (Ebenen), Farben, Anzeige der Eigenschaften in eigenem Fenster    | | | | |
| 0.0.5-alpha |                    | 5. Okt. 2002     | Fehlerbereinigung, Stabilitätsverbesserungen, Linienstärke nun wählbar, Zoomfunktionen verbessert     | | | | |
| 0.0.6       |                    | 24. Nov. 2002    | Weitere Verbesserungen bei PostGIS, Layer-Identifikation, Anzeigen und Sortieren von Attributtabellen | | | | |
| 0.0.7       |                    | 30. Nov. 2002    | [ 21 ]                                                                                                | | | | |
| 0.0.8       |                    | 11. Dez. 2002    | [ 21 ]                                                                                                | | | | |
| 0.0.9       |                    | 25. Jan. 2003    | [ 21 ]                                                                                                | | | | |
| 0.0.10      |                    | 13. Mai 2003     | [ 21 ]                                                                                                | | | | |
| 0.0.11      |                    | 10. Juni 2003    | [ 21 ]                                                                                                | | | | |
| 0.0.12      |                    | 10. Juni 2003    | [ 21 ]                                                                                                | | | | |
| 0.0.13      |                    | 8. Dez. 2003     | [ 21 ]                                                                                                | | | | |
| 0.1pre1     |                    | 14. Feb. 2004    | Support für Rasterdaten hinzugefügt                                                                   | | | | |
| 0.1         | „Moroz“            | 25. Feb. 2004    | [ 21 ]                                                                                                | | | | |
| 0.2         | „Pumpkin“          | 26. Apr. 2004    | [ 24 ] [ 21 ]                                                                                         | | | | |
| 0.3         | „Madison“          | 28. Mai 2004     | [ 25 ]                                                                                                | | | | |
| 0.4         | „Baby“             | 4. Juli 2004     | [ 26 ]                                                                                                | | | | |
| 0.5         | „Bandit“           | 5. Okt. 2004     | [ 27 ] [ 28 ]                                                                                         | | | | |
| 0.6         | „Simon“            | 19. Dez. 2004    | [ 29 ]                                                                                                | | | | |
| 0.7         | „Seamus“           |                  | [ 30 ]                                                                                                | | | | |
| 0.7.3       |                    | 11. Okt. 2005    | [ 31 ]                                                                                                | | | | |
| 0.8         |                    | 7. Jan. 2007     | | | | | |
| 0.8.1       | „Titan“            | 15. Juni 2007    | benannt nach Titan                                                                                    | | | | |
| 0.9         | „Ganymed“          | 26. Okt. 2007    | benannt nach Ganymed                                                                                  | | | | |
| 0.9.1       | „Ganymed“          | 6. Jan. 2008     | [ 35 ] [ 36 ]                                                                                         | | | | |
| 0.10        | „Io“               | 3. Mai 2008      | benannt nach Io                                                                                       | | | | |
| 0.11        | „Metis“            | 21. Juli 2008    | benannt nach Metis                                                                                    | | | | |
| 1.0         | „Kore“             | 5. Jan. 2009     | benannt nach Kore                                                                                     | | | | |
| 1.1         | „Pan“              | 12. Mai 2009     | benannt nach Pan                                                                                      | | | | |
| 1.2         | „Daphnis“          | 1. Sep. 2009     | benannt nach Daphnis                                                                                  | | | | |
| 1.3         | „Mimas“            | 20. Sep. 2009    | benannt nach Mimas                                                                                    | | | | |
| 1.4         | „Enceladus“        | 10. Jan. 2010    | benannt nach Enceladus                                                                                | | | | |
| 1.5         | „Tethys“           | 29. Juli 2010    | benannt nach Tethys                                                                                   | | | | |
| 1.6         | „Copiapó“          | 27. Nov. 2010    | benannt nach Copiapó                                                                                  | | | | |
| 1.7         | „Wrocław“          | 19. Juni 2011    | benannt nach Breslau                                                                                  | | | | |
| 1.8         | „Lisboa“           | 21. Juni 2012    | benannt nach Lissabon                                                                                 | | | | |
| 2.0         | „Dufour“           | 8. Sep. 2013     | benannt nach der Dufourspitze                                                                         | | | | |
| 2.2         | „Valmiera“         | 22. Feb. 2014    | benannt nach Valmiera                                                                                 | | | | |
| 2.4         | „Chugiak“          | 27. Juni 2014    | benannt nach Chugiak, einer Gemeinde im Verwaltungsbezirk Anchorage                                   | | | | |
| 2.6         | „Brighton“         | 1. Nov. 2014     | benannt nach Brighton                                                                                 | | | | |
| 2.8         | „Wien“             | 20. Feb. 2015    | benannt nach Wien                                                                                     | | | | |
| 2.10        | „Pisa“             | 26. Juni 2015    | benannt nach Pisa                                                                                     | | | | |
| 2.12        | „Lyon“             | 23. Okt. 2015    | benannt nach Lyon                                                                                     | | | | |
| 2.14        | „Essen“            | 29. Feb. 2016    | benannt nach Essen                                                                                    | | | | |
| 2.16        | „Nødebo“           | 22. Juli 2016    | benannt nach Nødebo, einer Ortschaft in der Hillerød Kommune                                          | | | | |
| 2.18 (LTR)  | „Las Palmas“       | 21. Okt. 2016    | Letzte Version in der 2.x-Serie, benannt nach Las Palmas de Gran Canaria                              | | | | |
| 3.0         | „Girona“           | 23. Feb. 2018    | benannt nach Girona, basiert auf Qt 5 sowie PyQt 5 und Python 3                                       | | | | |
| 3.2         | „Bonn“             | 22. Juni 2018    | benannt nach Bonn                                                                                     | | | | |
| 3.4 (LTR)   | „Madeira“          | 28. Okt. 2018    | benannt nach Madeira                                                                                  | | | | |
| 3.6         | „Noosa“            | 22. Feb. 2019    | benannt nach Noosa Shire                                                                              | | | | |
| 3.8         | „Zanzibar“         | 21. Juni 2019    | benannt nach Sansibar                                                                                 | | | | |
| 3.10 (LTR)  | „A Coruña“         | 25. Okt. 2019    | benannt nach A Coruña                                                                                 | | | | |
| 3.12        | „București“        | 21. Feb. 2020    | benannt nach Bukarest                                                                                 | | | | |
| 3.14        | „Pi“               | 19. Juni 2020    | benannt nach der Kreiszahl Pi                                                                         | | | | |
| 3.16 (LTR)  | „Hannover“         | 23. Okt. 2020    | benannt nach Hannover                                                                                 | | | | |
| 3.18        | „Zürich“           | 23. Feb. 2021    | benannt nach Zürich                                                                                   | | | | |
| 3.20        | „Odense“           | 18. Juni 2021    | benannt nach Odense                                                                                   | | | | |
| 3.22 (LTR)  | „Białowieża“       | 22. Okt. 2021    | benannt nach Białowieża                                                                               | | | | |
| 3.24        | „Tisler“           | 18. Feb. 2022    | benannt nach Tisler                                                                                   | | | | |
| 3.26        | „Buenos Aires“     | 17. Juni 2022    | benannt nach Buenos Aires                                                                             | | | | |
| 3.28 (LTR)  | „Firenze“          | 21. Okt. 2022    | benannt nach Florenz                                                                                  | | | | |
| 3.30        | „’s-Hertogenbosch“ | 7. März 2023     | benannt nach ’s-Hertogenbosch                                                                         | | | | |
| 3.32        | „Lima“             | 26. Juni 2023    | benannt nach Lima                                                                                     | | | | |
| 3.34 (LTR)  | „Prizren“          | 29. Okt. 2023    | benannt nach Prizren                                                                                  | | | | |
| 3.36        | „Maidenhead“       | 23. Feb. 2024    | benannt nach Windsor and Maidenhead                                                                   | | | | |
| 3.38        | „Grenoble“         | 21. Juni 2024    | benannt nach Grenoble                                                                                 | | | | |
| 3.40        | „Bratislava“       | 25. Okt. 2024    | benannt nach Bratislava                                                                               | | | | |
| 3.42 (LTR)  | „Münster“          | 21. Februar 2025 | benannt nach Münster                                                                                  | | | | |
| 3.44        | „Solothurn“        | 20. Juni 2025    | benannt nach Solothurn                                                                                | Legende:Ältere Version; nicht mehr unterstütztÄltere Version; noch unterstütztAktuelle VersionAktuelle VorabversionZukünftige Version | Legende:Ältere Version; nicht mehr unterstütztÄltere Version; noch unterstütztAktuelle VersionAktuelle VorabversionZukünftige Version | Legende:Ältere Version; nicht mehr unterstütztÄltere Version; noch unterstütztAktuelle VersionAktuelle VorabversionZukünftige Version | Legende:Ältere Version; nicht mehr unterstütztÄltere Version; noch unterstütztAktuelle VersionAktuelle VorabversionZukünftige Version |

## Entwickler- und Benutzertreffen
Seit 2009 fanden mehrtägige Entwickler-Treffen statt, in den ersten drei Jahren noch unter dem Namen QGIS Hackfest. Diese wurden in Hannover, Wien, Pisa, Breslau, Lissabon, Zürich, Lyon, Essen, Nødebo und Las Palmas de Gran Canaria durchgeführt.
Seit 2010 finden QGIS-Anwendertreffen mit Vorträgen und Workshops statt. Die QGIS Anwendergruppe Deutschland e. V. ist seit 2015 beim Amtsgericht Köln registriert. Die QGIS Anwendergruppe Schweiz als ein Verein nach Art. 60 – 79 ZGB gibt es seit ihrer Gründungsgeneralversammlung in Solothurn am 8. Februar 2012.
| Datum         | Ort        | Besucher |
| ------------- | ---------- | -------- |
| 21. Apr. 2010 | Bern       | 80       |
| 6. Mai 2011   | Rapperswil | 80       |
| 25. Sep. 2015 | Kassel     |          |
| 21. Juni 2017 | Bern       |          |
| 22. Sep. 2017 | Kassel     |          |
| 2018          | Essen      |          |
| 2019          | Detmold    |          |
| 2022          | Essen      |          |

QGIS nimmt zudem einen breiten Raum innerhalb der Vorträge auf der jährlich stattfindenden FOSSGIS-Konferenz ein.